# HMS Royal Oak (1892)
O HMS Royal Oak foi um couraçado pré-dreadnought operado pela Marinha Real Britânica e a oitava e última embarcação da Classe Royal Sovereign. Sua construção começou em maio de 1890 nos estaleiros da Laird Brothers em Birkenhead e foi lançado ao mar em novembro de 1892, sendo comissionado na frota britânica em janeiro de 1896. Era armado com uma bateria principal composta por quatro canhões de 343 milímetros montados em duas barbetas duplas, tinha um deslocamento carregado de mais de quinze mil toneladas e alcançava uma velocidade máxima de 17,5 nós.
O Royal Oak teve uma carreira tranquila que consistiu principalmente em exercícios e manobras de rotina. Ele foi finalizado em 1894, mas mantido na reserva por dois anos até ser comissionado. Foi transferido em 1897 para a Frota do Mediterrâneo, onde permaneceu até 1902. Ficou sob reformas até 1903 e então foi colocado na Frota Doméstica, servindo até ser colocado de volta na reserva em 1905. Pelos anos seguintes foi reativado apenas ocasionalmente e participou de alguns exercícios, sendo tirado de serviço em definitivo em dezembro de 1911 e desmontado em 1914.

## Características

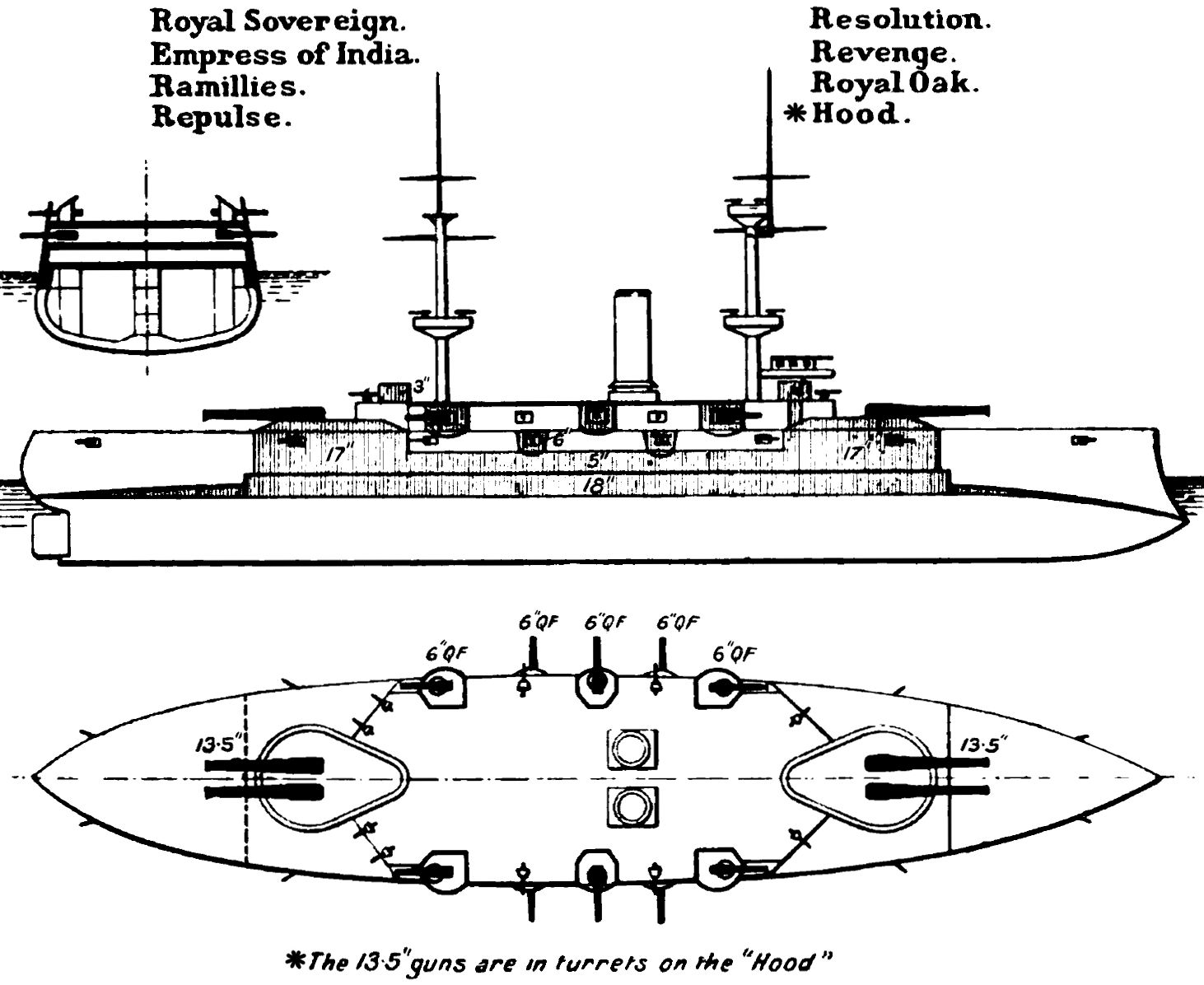
Desenho da Classe Royal Sovereign

O Royal Oak tinha 125,1 metros de comprimento de fora a fora, boca de 22,9 metros e calado de 8,4 metros. Tinha um deslocamento normal de 14 380 toneladas e um deslocamento carregado de 15 830 toneladas. Seu sistema de propulsão era composto por oito caldeiras cilíndricas que alimentavam dois motores Humphrys & Tennant verticais de tripla-expansão com três cilindros. A potência total forçando-se as caldeiras era de 11 150 cavalos-vapor (8,2 mil quilowatts) para uma velocidade máxima de 17,5 nós (32,4 quilômetros por hora). Podia carregar até 1 443 toneladas de carvão para uma autonomia de 4 720 milhas náuticas (8 740 quilômetros) a dez nós (dezenove quilômetros por hora). Sua tripulação era composta por 670 oficiais e marinheiros.
O armamento principal era composto por quatro canhões calibre 32 de 343 milímetros montados em duas barbetas abertas, uma à vante e uma à ré da superestrutura. O armamento secundário tinha dez canhões calibre 40 de 152 milímetros em casamatas. A defesa contra barcos torpedeiros consistia em dezesseis canhões de 57 milímetros e doze canhões Hotchkiss de 47 milímetros. O navio também foi equipado com sete tubos de torpedo de 356 milímetros. O cinturão principal de blindagem tinha 356 a 457 milímetros de espessura, sendo fechado em cada extremidade por anteparas transversais de 356 a 406 milímetros. Acima ficava uma camada de proteção de 102 milímetros com anteparas oblíquas de 76 milímetros. As barbetas tinham 279 a 432 milímetros, enquanto as casamatas tinham 152 milímetros. O convés blindado tinha espessura de 64 a 76 milímetros. A torre de comando de vante tinha laterais de 305 a 356 milímetros e a torre de ré tinha 76 milímetros.

## Carreira
O Royal Oak foi encomendado como parte da Lei de Defesa Naval de 1889, um suplemento para as estimativas navais normais. Foi nomeado em homenagem à árvore em que o rei Carlos II se escondeu após a derrota na Batalha de Worcester em 1651, tendo sido o sexto navio da Marinha Real Britânica com esse nome. Seu batimento de quilha ocorreu em 29 de maio de 1890 nos estaleiros da Laird Brothers em Birkenhead e foi flutuado para fora da doca seca em 5 de novembro de 1892. Foi levado em 29 de outubro de 1893 para o Estaleiro Real de Portsmouth a fim de passar por sua equipagem, sendo finalizado para testes marítimos em junho de 1894. Seu custo de construção foi de 977 996 libras esterlinas. O Royal Oak foi colocado na reserva assim que foi finalizado. Só foi ser mobilizado em 14 de janeiro de 1896 para serviço na Esquadra de Serviço Particular, logo renomeada para Esquadra Voadora, que foi formada em resposta a tensões cada vez maiores na Europa depois de um ataque na África do Sul e um telegrama de apoio enviado pelo imperador Guilherme II da Alemanha ao governo Boer. A formação foi desfeita em 25 de novembro e o couraçado voltou para a reserva.

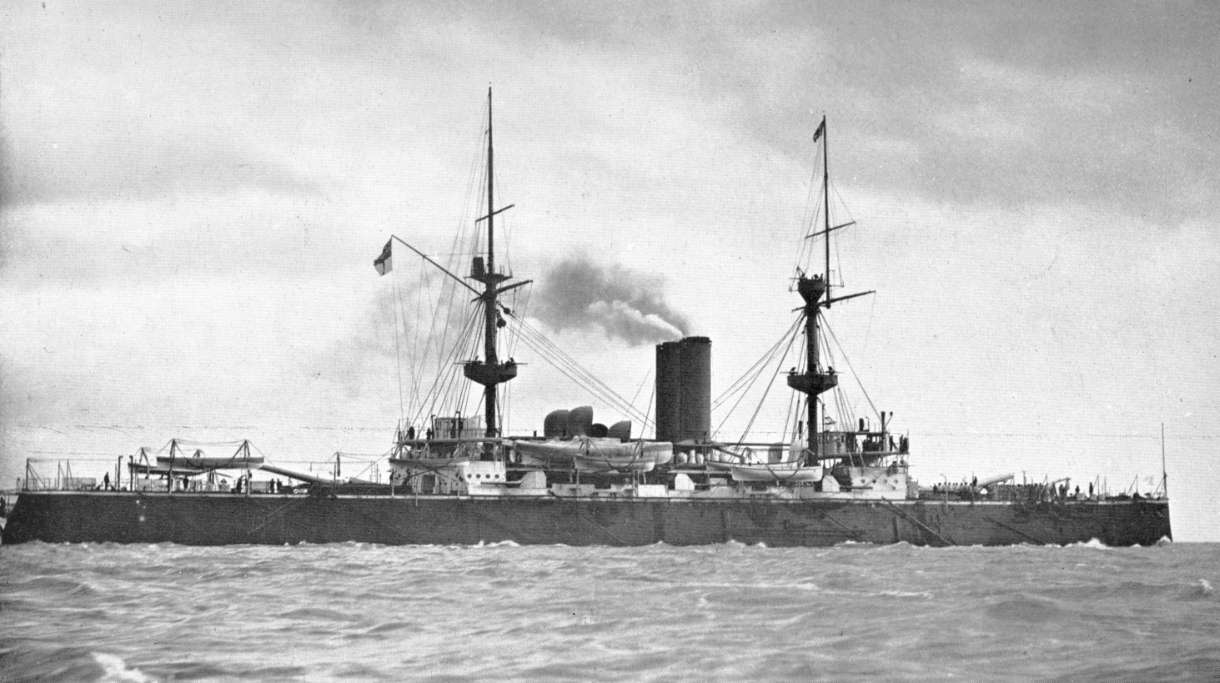
O Royal Oak em 1897

Foi recomissionado em 9 de março de 1897 para serviço na Frota do Mediterrâneo, substituindo o ironclad HMS Collingwood. Partiu em 24 de março e chegou em Malta em 5 de abril. O Royal Oak foi substituído pelo couraçado HMS Bulwark em maio de 1902 e deixou o Mar Mediterrâneo, chegando em Plymouth em 16 de maio. Foi para Portsmouth no dia seguinte e descomissionado em 6 de junho. Foi levado para o Estaleiro Real de Chatham para reformas, em que casamatas foram construídas para os canhões secundários desprotegidos no convés superior. Foi recomissionado em Portsmouth em 16 de fevereiro de 1903 para serviço na Frota Doméstica, sendo manejado por uma tripulação mínima oriunda do ironclad HMS Nile. Participou em meados de 1903 no Oceano Atlântico de exercícios combinados envolvendo a Frota Doméstica, Frota do Mediterrâneo e Frota do Canal, mais a Esquadra de Cruzadores.
O Royal Oak e seu irmão HMS Revenge danificaram levemente os fundos de seus cascos em abril de 1904 quando bateram em destroços naufragados durante operações perto das Ilhas de Scilly. Se tornou a capitânia do segundo em comando da Frota Doméstica em 9 de maio, substituindo seu irmão HMS Empress of India, participando entre julho em agosto das manobras anuais da frota. Foi descomissionado em 7 de março de 1905 e colocado na Reserva de Chatham, com sua tripulação sendo transferida para o couraçado HMS Caesar. Foi recomissionado no dia seguinte com uma tripulação mínima para servir com a Divisão Sheerness-Chatham da recém formada Frota em Comissão em Reserva em Casa. Sofreu uma explosão no seu depósito de armas pequenas em 11 de maio enquanto passava por reformas em Chatham, com onze tripulantes morrendo e três ficando feridos. Participou em julho das manobras da Frota de Reserva. Sua tripulação foi transferida para o couraçado HMS Ocean e o Royal Oak foi recomissionado com uma tripulação mínima como um navio de reserva de emergência em Chatham.
Participou entre 12 de junho e 2 de julho de 1906 dos exercícios anuais da frota próximos de Portugal. Foi recomissionado na reserva em 1º de janeiro de 1907 com uma tripulação mínima. Ele e os outros navios da reserva com tripulações mínimas foram colocados em abril de 1909 na 4ª Divisão da Frota Doméstica. Substituiu seu irmão HMS Ramillies como navio-mãe da divisão em junho de 1922, sendo por sua vez substituído pelo Empress of India em novembro. Foi tirado de serviço em dezembro e rebocado em agosto de 1912 para Motherbank pelo dreadnought HMS Bellerophon. Foi vendido para  Thos. W. Ward em 14 de janeiro de 1914 por 36 450 libras e desmontado em Briton Ferry.